# 多瑙泰泰特伦
多瑙泰泰特伦（匈牙利語：Dunatetétlen）是匈牙利南部巴奇-基什孔州所辖的一个村，总面积43.19平方公里，总人口646，人口密度14.95人/平方公里（2005年）。地理坐标为46°45′N 19°07′E。